# 9553 Colas
A 9553 Colas (ideiglenes jelöléssel 1985 UG2) a Naprendszer kisbolygóövében található aszteroida. A CERGA program keretében fedezték fel 1985. október 17-én.